# Степанківський Володимир Якович
Володимир Якович Степанківський (1885—1957) — громадський і політичний діяч, журналіст.

## Біографія
Родом із східного Поділля. Був членом РУП і УСДРП (у 1904 чл. ЦК), з 1907 на еміграції в Швейцарії, Парижі (1909 співзасновник Української громади) й Лондоні; дописувач до «Ради», «Діла» та органів УСДРП.
З 1911 і головним чином під час Першої світової війни Степанківський розвинув жваву інформаційну діяльність про Україну, заснував у Лозанні Українське бюро та видавав тижневик «L'Ukraine» (1915 — 1920) і неперіодичне «Ukraine (журнал)», а в Берні (у співпраці з Дмитром Донцовим) — «Korrespondenz der Nationalitäten Russlands» (1916 — 1917; також французькою та англійською мовами); у 1918 перебував деякий час в Україні, але пізніше знову емігрував до Лозанни. У середині 1920-х років виїхав до США і відійшов від українського організованого життя.
Степанківський переклав українською мовою «Маніфест Комуністичної партії» Карла Маркса та Фрідріха Енгельса (1905), брошуру «The Russian Plot to Seize Galicia» (1914), написав низку інформаційних публікацій, склав словник «The American-Ukrainian Nautical Dictionary» (1953).